# Temple protestant de Compiègne
Le temple protestant de Compiègne est un lieu de culte inauguré en 1924 et situé 18A rue de Clamart à Compiègne, dans l'Oise. La paroisse est membre de l'Église protestante unie de France.

## Histoire

### Sous l'Ancien régime
Le 24 juillet 1557, le roi de France Henri II, fils de François Ier, émet l'édit de Compiègne depuis le château de Compiègne, qui menace de la peine de mort les protestants. Le 1er août 1589, le Henri III est assassiné au château de Saint-Cloud, poignardé par le moine dominicain Jacques Clément. Paris est alors tenu par la ligue catholique, depuis la journée des barricades en mai 1588, et le corps du roi est déposé à l'abbaye Saint-Corneille de Compiègne. Son beau frère et cousin germain, le roi Henri III de Navarre, (fils de la reine Jeanne d'Albret, elle-même fille de Marguerite de Valois-Angoulême, sœur aînée de François Ier), héritier du trône est de confession protestante. Il loge en ville avec les troupes huguenotes et légitimistes durant le siège de Paris (1590). Le château, rendu inhabitable à cause des guerres de Religion, est restauré à partir de 1598, après la conversion d'Henri IV pour reprendre sa capitale (« Paris vaut bien une messe »), et la proclamation de l'édit de Nantes.

### Époque moderne
En 1846, un pasteur s'installe à Compiègne. Les cultes se célèbrent alors dans une maison proche de la place de château.
En 1868 est inauguré un temple néo-gothique, l'église anglicane Saint-Andrew, au 6 bis avenue Thiers, à la suite d’un don de Maria Jane Bowes-Lyon, parente de la reine Victoria. Il est racheté en 1989 par l’Église baptiste de Saint-Sauveur, qui le met en vente en 2021.
Un temple réformé est inauguré le 3 juin 1895 dans la rue du Grand-Ferré. Il est détruit pendant la Première Guerre mondiale, et un nouveau temple est reconstruit, financé par des Églises presbytériennes du sud des États-Unis. L'architecte compiègnois Henri Bernard s'inspire du temple qui détruit, sans toutefois le reproduire à l'identique. Le nouveau temple est inauguré le 20 janvier 1924. L'édifice est constitué d'une nef de deux travées ouvrant sur un transept inscrit et un chœur au chevet plat. Le portail est surmonté d'un triplet de baies plein cintre.